# Sleepboot

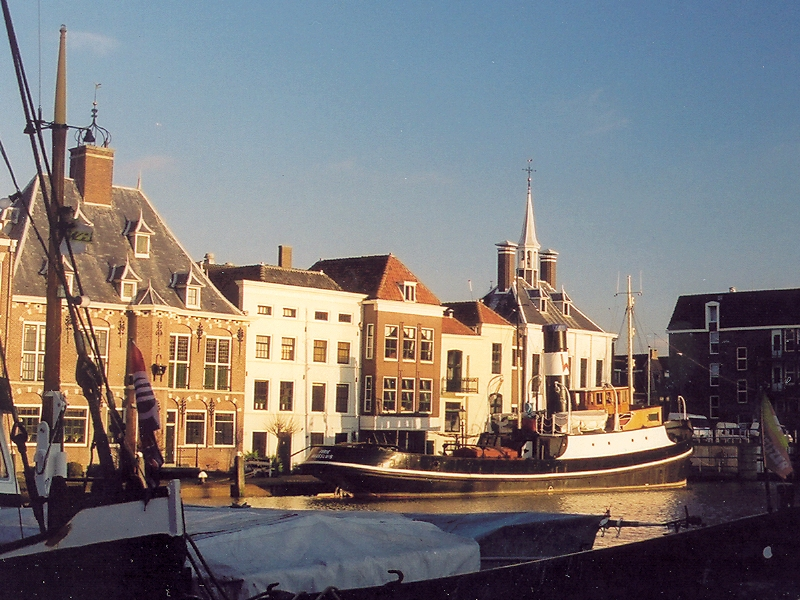
De stoomsleepboot ss Furie voor het Nationaal Sleepvaartmuseum in Maassluis

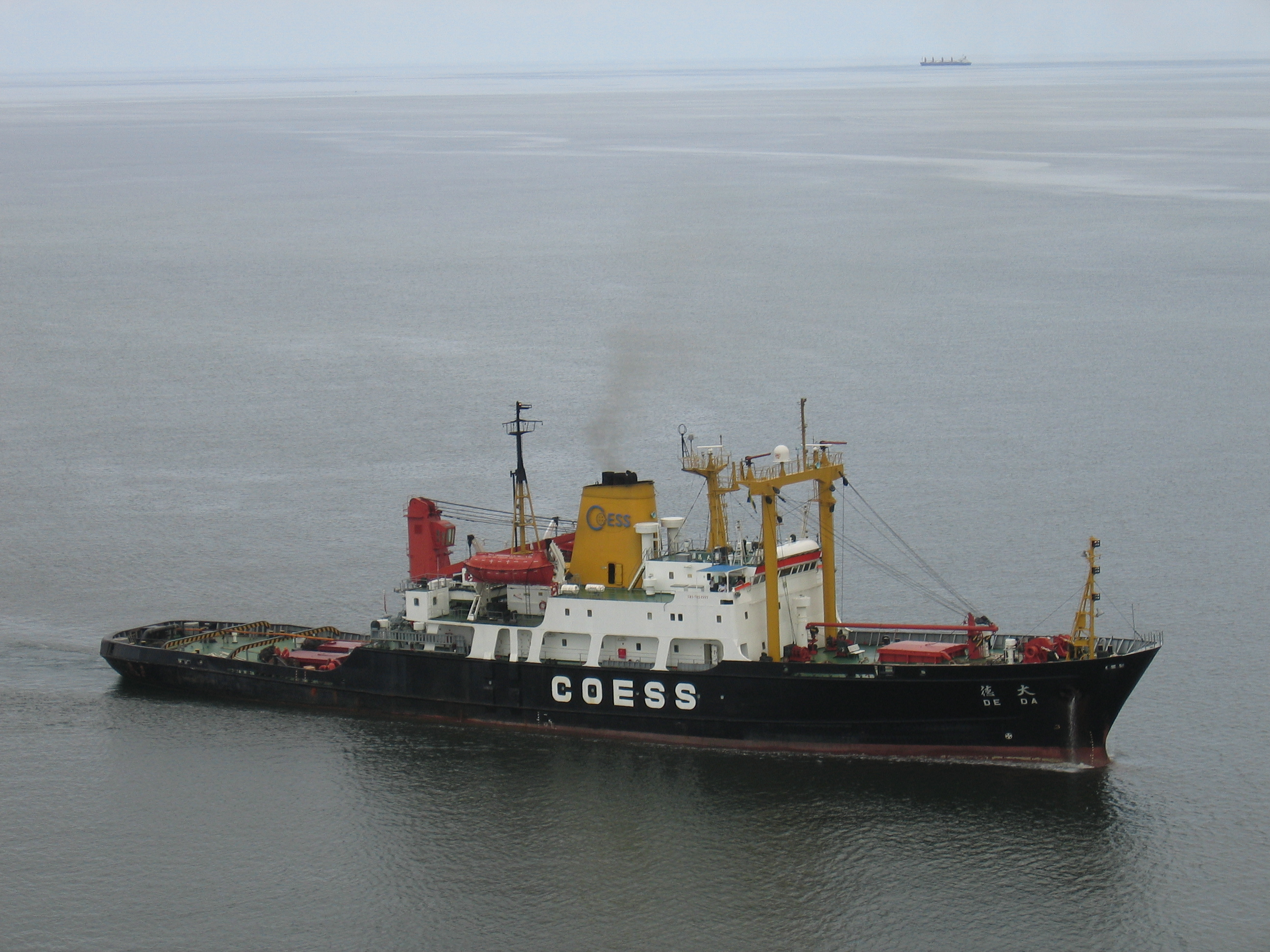
De Chinese zeesleper De Da bij het Benguela-Belize-platform voor de kust van Cabinda.

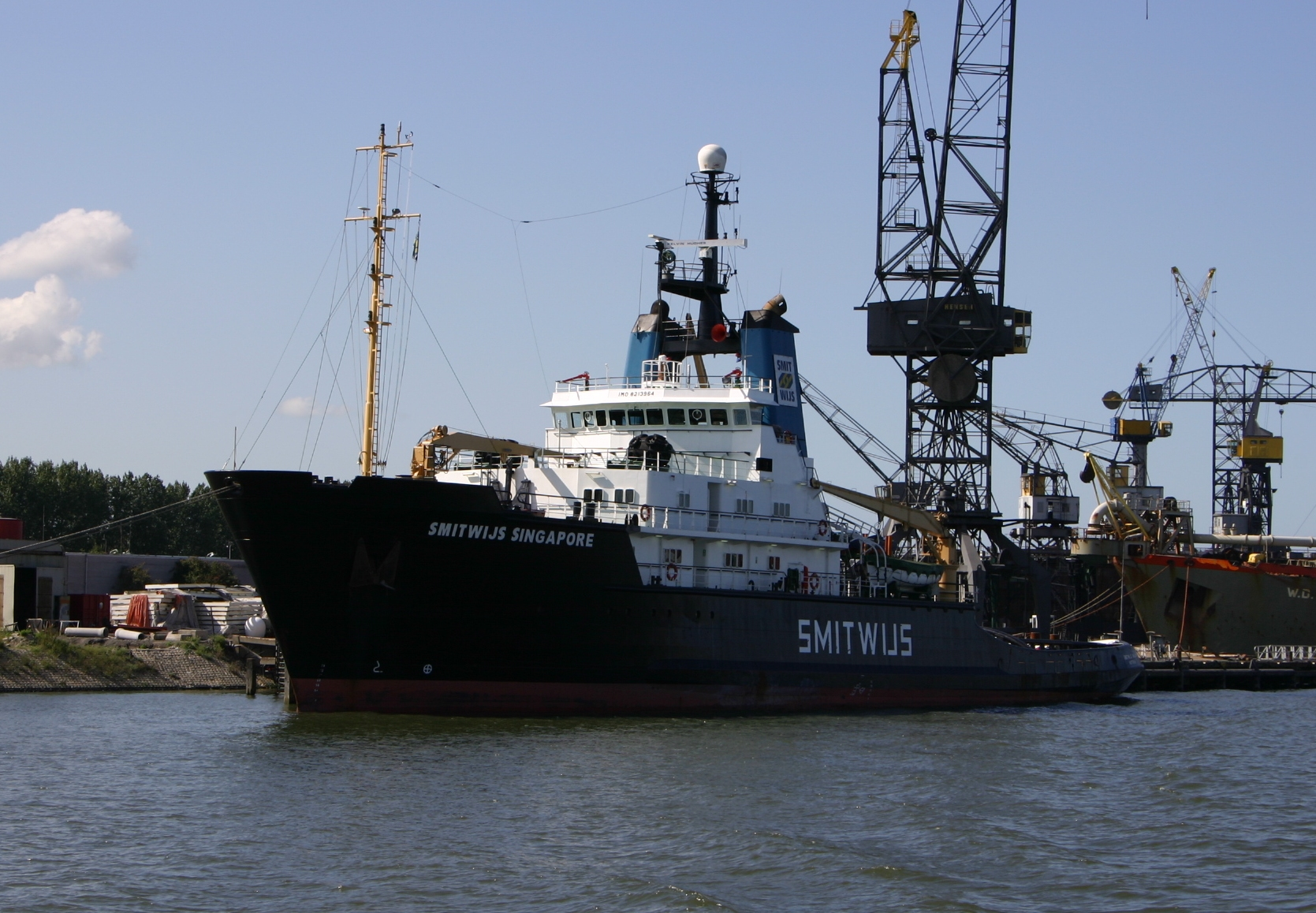
Zeesleper Smitwijs Singapore te Rotterdam

Een sleepboot is een boot of schip dat is ontworpen om te slepen en dat daartoe onder meer een ten opzichte van de lengte groot vermogen heeft. In het stoomtijdperk meestal met schoepraderen, tegenwoordig met een schroefaandrijving die geoptimaliseerd is voor trekkracht (trekschroef). Volgens de scheepvaartwetgeving is elk schip dat een ander schip sleept een sleepboot. Hier zijn sinds 2019 uitzonderingen op gekomen voor de recreatie.
Sleeplijnen worden doorgaans bevestigd op een beting, sleephaak of sleeptrommel.

## Types
Sleepboten zijn er voor verschillende doeleinden:

### Zeesleepboot
Een zeesleepboot is uitgerust om lange reizen te maken en grote objecten zoals boorplatformen, drijvende dokken, en drijvende kranen over lange afstanden te verslepen. Bij zeesleepboten was de manoeuvreerbaarheid vroeger van minder belang, maar tegenwoordig worden ook deze schepen uitgerust om zeer nauwkeurig te kunnen manoeuvreren.
Een variant op de zeesleepboot is de bergings-zeesleepboot. Dit type is uitgerust met een veelheid aan bergingsmateriaal, zoals vaste en transportabele pompen, las- en brandgerei, lekdichtingsmateriaal, brandblusinstallaties etc. Dit type sleepboot werd gedurende het stormseizoen in strategische havens gestationeerd, in afwachting van een in nood verkerend schip. De verbeterde kwaliteit van de schepen en de hoge investerings- en bemanningskosten maken het nieuw in de vaart brengen een onmogelijkheid waarmee dit speciale type zeesleepboot dus aan het uitsterven is.
Sinds het laatste kwart van de 20e eeuw wordt de zeesleper langzaam verdrongen door de multifunctionele bevoorradings- en ankerbehandelingssleepboot. Dit is een sleepboot die niet alleen kan slepen, maar ook lading mee kan nemen en ankers kan installeren voor booreilanden.

### Kustsleepboot
Kustsleepboten kunnen zowel voor kortere sleepreizen als in de havendienst worden ingezet.

### Havensleepboot

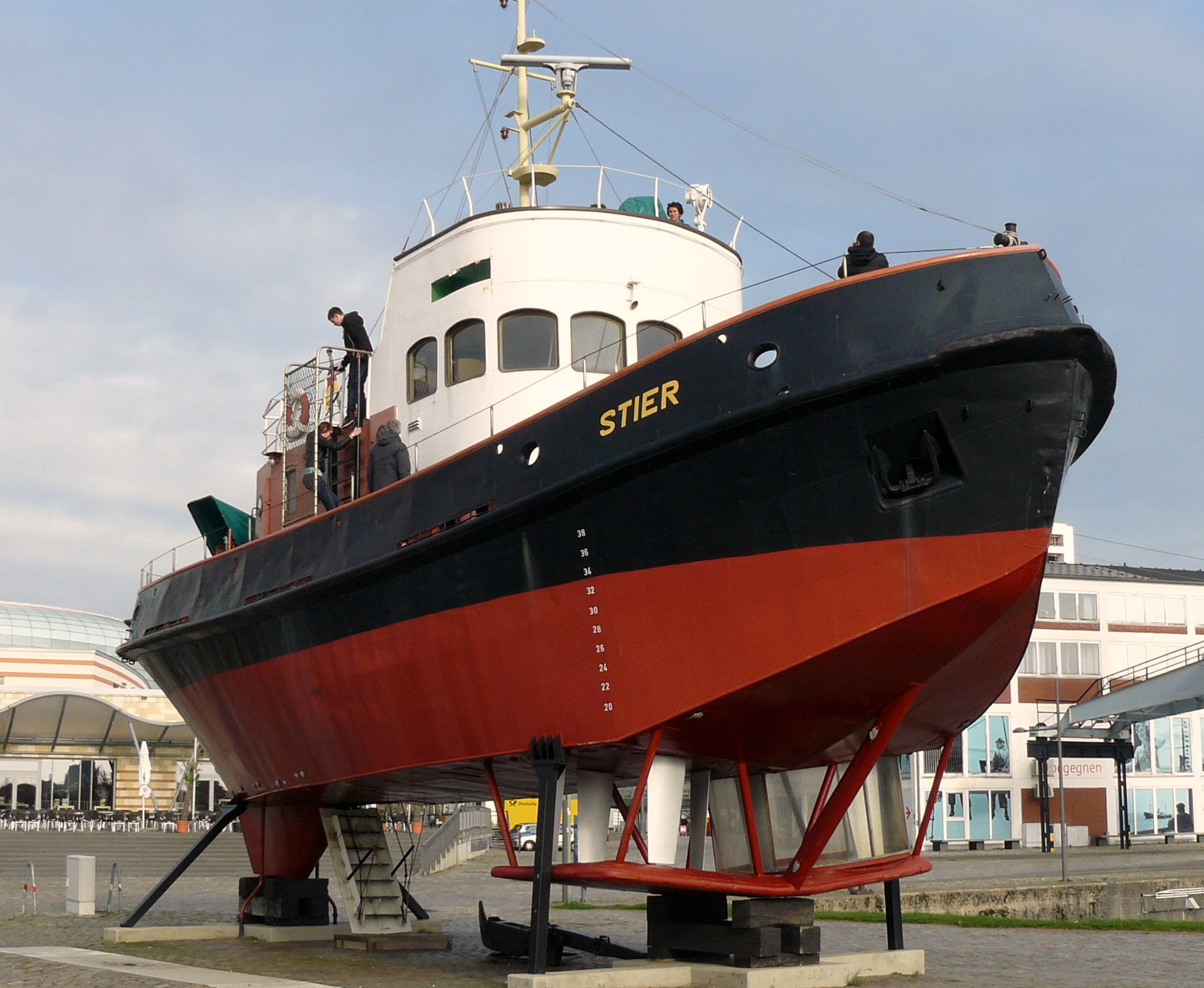
Havensleepboot Stier uitgerust met twee Voith-Schneider-propellers

Havensleepboten helpen grote zeeschepen met het veilig in- en uitvaren van havens. Ook assisteren ze vaak met aan- en afmeren van grote zeeschepen. Om voor deze doeleinden geschikt te zijn moeten ze niet alleen veel trekkracht hebben, maar ook nauwkeurig kunnen manoeuvreren. Voor dit soort sleepboten zijn dan ook een heleboel voortstuwings- en sleepmethoden bedacht, die verder gaan dan normale schroefboten. Er zijn drie hoofdtypen voortstuwing ontstaan: cycloidale voortstuwing met als beste voorbeeld het Voith-Schneider-patent, Z-drive- of azimuthaandrijvingen en natuurlijk de conventionele schroefvoortstuwing. De schroefconfiguratie kan conventioneel zijn (schroef en roer aan het achterschip), een tractor tug-configuratie, waarbij de schroeven (azimuth thruster of Voith-Schneider) op een derde van de lengte vanaf de boeg zitten en de zogenoemde stern-drive waarmee wordt bedoeld azimuth- of cycloidale aandrijving onder het achterschip. Een tussenvorm is de combisleepboot, die conventionele voortstuwing heeft, aangevuld met een azimuththruster in het voorschip.

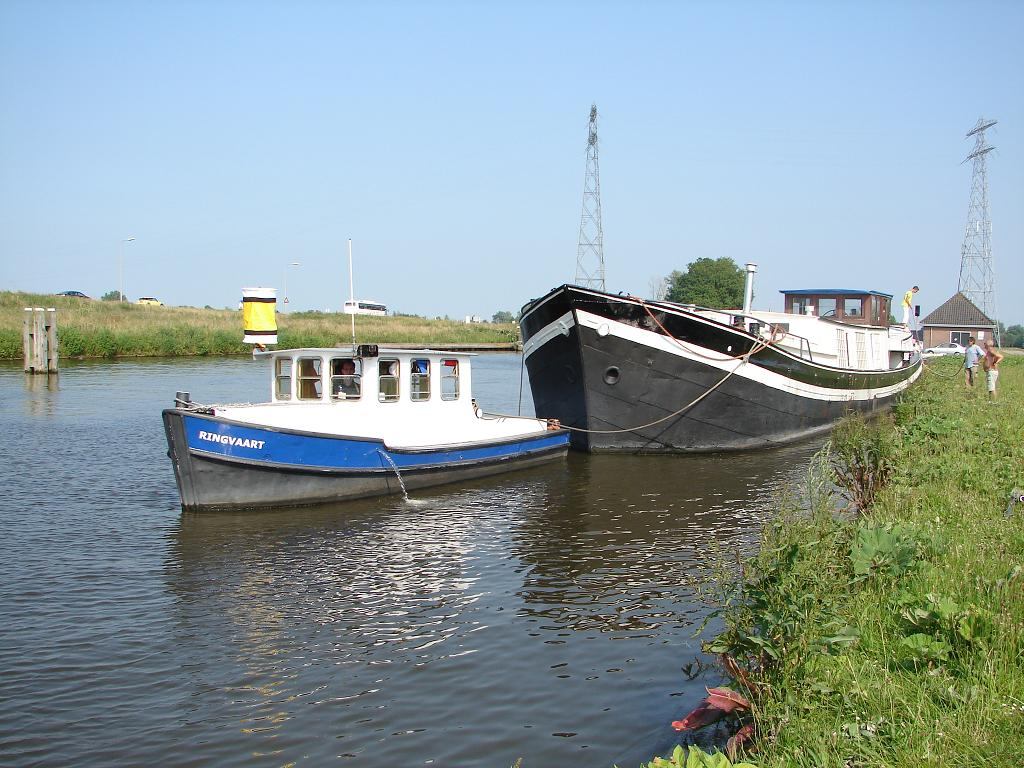
Conventionele binnenvaartsleepboot

### Binnenvaartsleepboot
Tot de komst van de sleepboot was de Rijnvaart aangewezen op wind- en paardenkracht. Stroomafwaarts werd er gezeild en stroomopwaarts werden de schepen door paarden op de wallekant getrokken. De sleepboot met zijn stoomtractie maakte de binnenvaart min of meer onafhankelijk van de wind en het paard. Omdat in dezelfde tijd de kolenwinning en staalproductie in het Ruhrgebied tot ontwikkeling kwamen, werden de Rijn en de Haven van Rotterdam een levensader voor zowel de Duitse als de Nederlandse economie.
Een binnenvaartsleepboot opereert in havens en op de rivieren. Er bestaat globaal een drietal typen. De eerste en oudste is de conventionele sleepboot, daarnaast is er de duwboot die een object opduwt en een tussenvariant, de duw/sleepboot. De laatste is een oudere sleepboot die op deze wijze multi-functioneel inzetbaar is. Het voordeel van de duwboot is dat het schroefwater vrij weg kan stromen, terwijl bij een conventionele sleepboot dit - gedeeltelijk of geheel - tegen het te slepen object stroomt waardoor extra weerstand ontstaat en dus meer vermogen nodig is voor hetzelfde resultaat. Verder vormt een duwstel één vaartuig, waardoor afremmen en manoeuvreren eenvoudiger is.

## Paaltrek
De trekkracht van een sleepboot wordt gemeten door de sleepboot te laten trekken aan een speciaal hiervoor geschikte bolder, beting of paal. Tussen de sleepdraad en de paal wordt een meetinrichting gehangen en er wordt gemeten hoeveel ton de sleepboot trekt als hij volle kracht vooruit draait. Dit resulteert in een zogenaamde bollard pull of paaltrekkracht en deze wordt als maatgevend beschouwd. Deze kan bij hedendaagse zeeslepers wel oplopen tot honderden tonnen. De sterkste op dit moment is de Lewek Fulmar met 402 ton bollard pull. Deze boot wordt in de offshore ingezet, speciaal bij installatiewerk op diep water. Als zodanig opereert de boot niet in de sleepvaartmarkt. De sterkste sleepboten op de sleepvaartmarkt zijn de 306 ton trekkende sleepboten van het Rotterdamse bedrijf ALP Maritime, de ALP Striker, de ALP Defender, de ALP Sweeper en de ALP Keeper. Alle vier gebouwd in 2016 en varend onder de Nederlandse vlag.

## Innovatie
Een nieuw type sleepboot is de carrouselsleepboot. Deze is ontwikkeld door Novatug. De sleepdraad wordt hierbij vastgemaakt aan een ring die rond de accommodatie kan draaien. Hierdoor is de sleepboot extreem goed te manoeuvreren tijdens het slepen, zonder dat speciale en dus dure voortstuwingssystemen benodigd zijn.

## Beroemde Nederlandse sleepboten

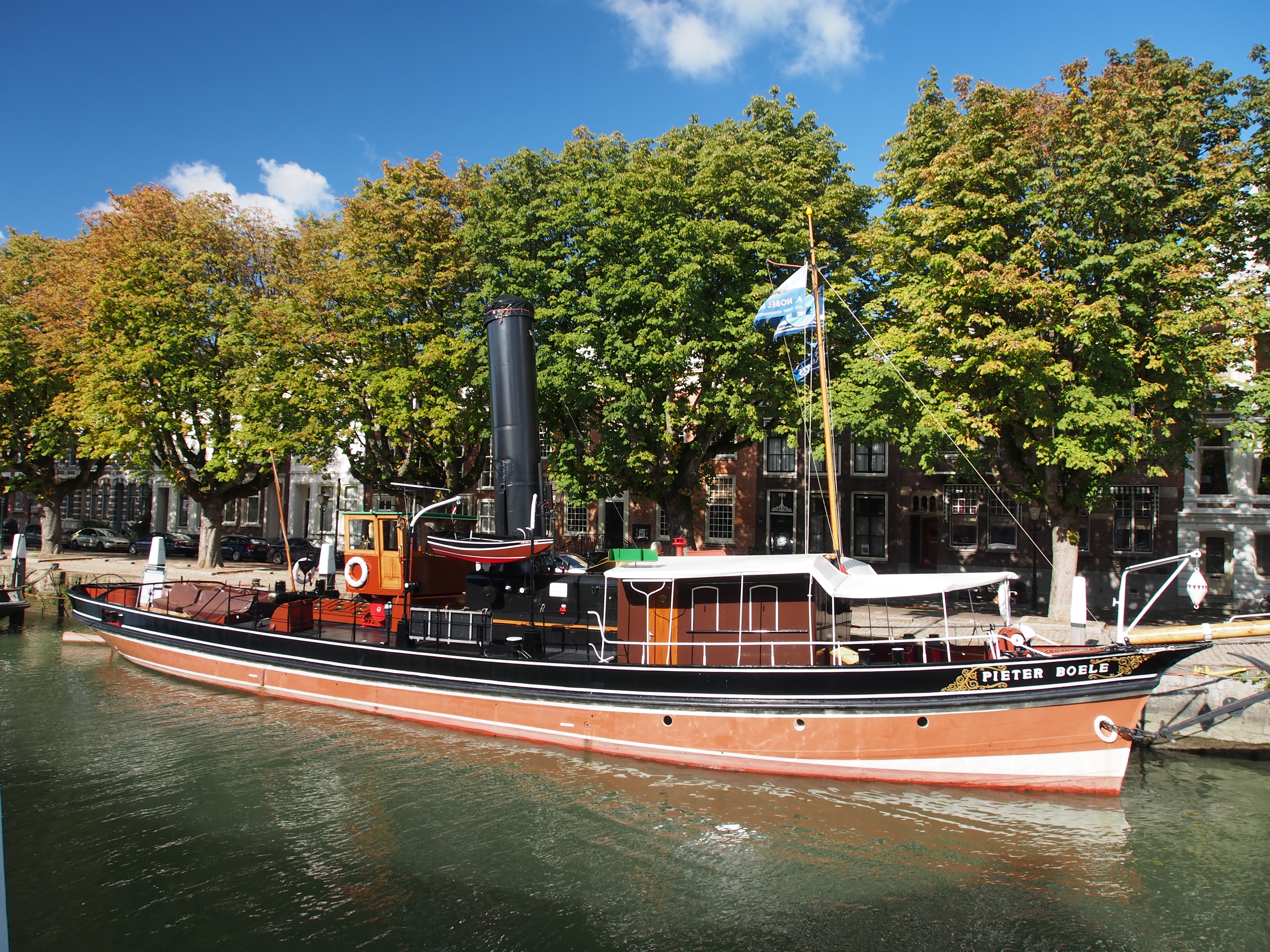
Stoomsleepboot Pieter Boele in de Wolwevershaven te Dordrecht

- De Pieter Boele uit 1893, een stoomsleepboot en varend monument.
- De beroemdste sleepboot is waarschijnlijk de Zwarte Zee uit 1933
- De Furie is bekend van het boek Hollands Glorie van Jan de Hartog en figureerde in de gelijknamige televisieserie uit 1977. Hij ligt nu met andere historische sleepboten afgemeerd bij het Nationaal Sleepvaartmuseum in Maassluis.
- De Smit Rotterdam, in 1975 gebouwd als sterkste sleepboot ter wereld, het hoogtepunt van een tijdperk waarin Nederland toonaangevend was op sleep- en bergingsgebied.